# Blaž Blagotinšek
Blaž Blagotinšek, né le 17 janvier 1994 à Celje, est un joueur slovène de handball évoluant au poste de pivot et figurant parmi les meilleurs défenseur mondiaux.
International slovène depuis 2012, il a notamment remporté une médaille de bronze au championnat du monde 2017 et a participé aux Jeux olympiques de 2016.
En club, après quatre saisons dans le meilleur club slovène, le RK Celje, il a rejoint en 2016 le club hongrois du Veszprém KSE. Après 6 saisons, il rejoint l'Allemagne et le Frisch Auf Göppingen en 2022 puis le SG Flensburg-Handewitt l'année suivante.

## Palmarès

### En club
Compétitions internationales
- Finaliste de la Ligue des champions (1) : 2019
- Vainqueur de la Ligue SEHA (1) : 2020

Compétitions nationales
- Vainqueur du Championnat de Slovénie (3) : 2014, 2015, 2016
- Vainqueur de la Coupe de Slovénie (4) : 2013, 2014, 2015, 2016
- Vainqueur de la Supercoupe de Slovénie (3) : 2014, 2015, 2016
- Vainqueur du Championnat de Hongrie (2) : 2017, 2019
- Vainqueur de la Coupe de Hongrie (2) : 2017, 2018

### En équipe nationale
Championnats du monde
- 8e place au Championnat du monde 2015
- Médaille de bronze au Championnat du monde 2017
- 9e place au Championnat du monde 2021

Jeux olympiques
- 6e place aux Jeux olympiques de 2016

Championnats d'Europe
- 14e place au Championnat d'Europe 2016
- 8e place au Championnat d'Europe 2018
- 4e place au Championnat d'Europe 2020

### Distinctions individuelles
- Élu meilleur défenseur de la Ligue des champions en 2018-2019 et 2019-2020